# Zagęszczarka stopowa

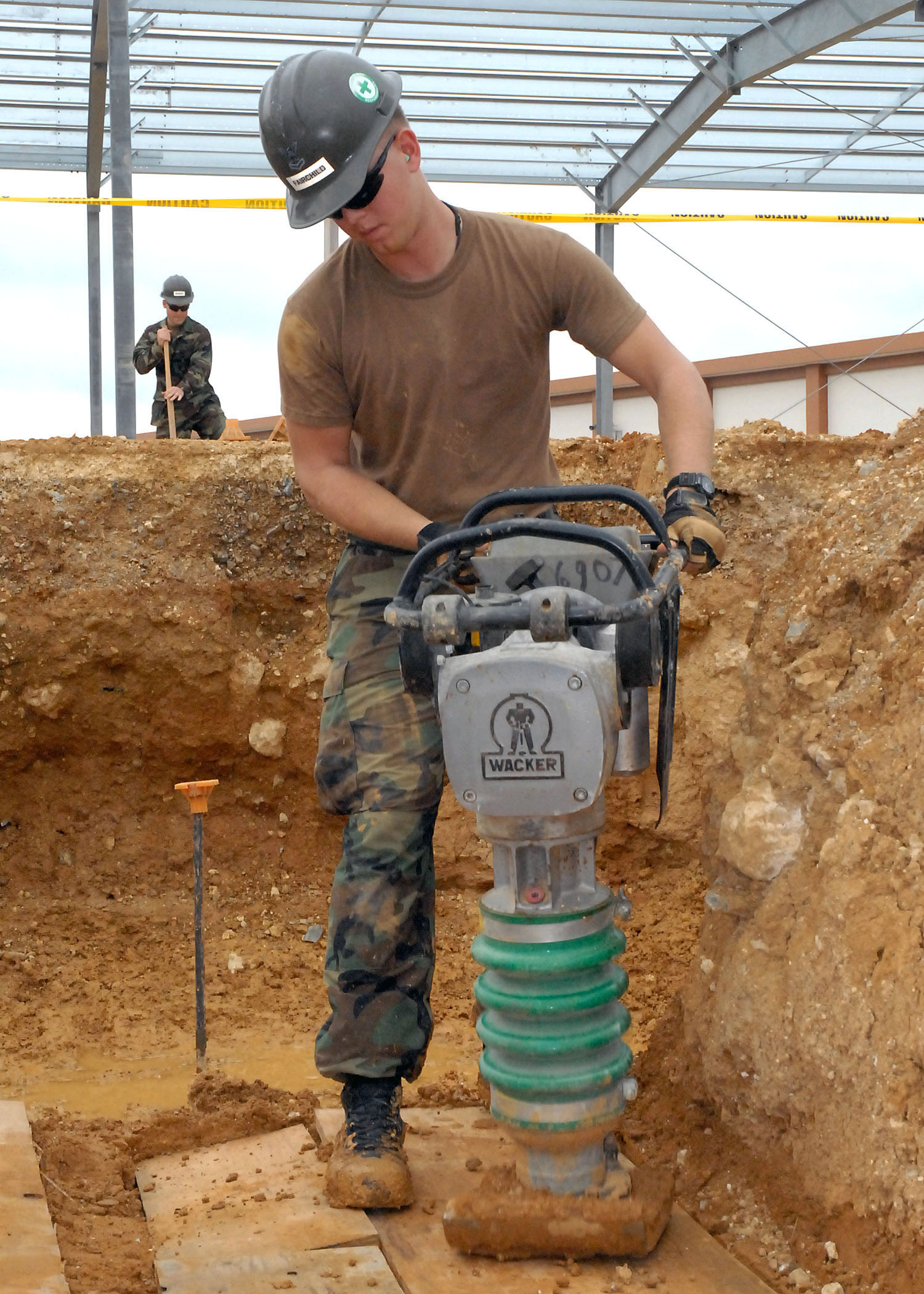
Zagęszczarka stopowa

Zagęszczarka stopowa (ubijak, skoczek) – urządzenie do mechanicznego zagęszczania gruntu. Najczęściej wykorzystywane przez ekipy remontowo-budowlane, drogowe oraz brukarskie. Poprzez punktowe uderzenia w powierzchnię gruntu, usuwa z niego cząsteczki wody oraz powietrza, co prowadzi bezpośrednio do jego zagęszczenia. Mały rozmiar doskonale sprawdza się przy pracach w wąskich i niewielkich przestrzeniach. Najczęściej do obsługi maszyny wystarczy jedna osoba.

## Zasada działania
Ubijaki najczęściej wyposażone są w benzynowe silniki spalinowe. Producenci oferują również cięższe maszyny z silnikami Diesla oraz akumulatorowe. Moc silnika przekazywana jest poprzez układ ubijający na stopę, która uderzając z wysoką częstotliwością o podłoże, powoduje jego zagęszczenie. Dzięki zastosowaniu sprzęgła odśrodkowego, silnik nie przekazuje na stopę swojej mocy, podczas pracy na wolnych obrotach. Dopiero wraz z ich zwiększeniem, następuje załączenie sprzęgła. Duże znaczenie ma również wybór samego silnika. Silniki benzynowe ważą mniej, są tańsze w eksploatacji i szybciej się rozgrzewają niż w przypadku silników Diesla. Na rynku dostępne są również urządzenia zasilane akumulatorowo, które nie emitują spalin i można z nich korzystać w pomieszczeniach o niskiej wentylacji. Ograniczeniem jest natomiast czas pracy na jednym akumulatorze, który wynosi średnio 30 minut.

## Charakterystyka pracy
Ubijaki pozwalają na zagęszczenie podłoża z częstotliwością ok. 500-800 uderzeń na minutę. Im większa częstotliwość, tym lepszy efekt zagęszczenia w pojedynczym przebiegu. Siła odśrodkowa urządzenia określa natomiast energię przekazywaną na podłoże za pośrednictwem stopy ubijaka. W przeciwieństwie do większych zagęszczarek z płytą wibracyjną, energia ubijaka skupia się na mniejszym obszarze. To sprawia, że skoczki lepiej sprawdzą się podczas zagęszczania zwartego gruntu. Z racji swojej charakterystyki pracy, nie sprawdzą się na podłożu sypkim o luźnej konsystencji, np. żwirze.